# Jan Jongeneel
Jan Arie Bastiaan Jongeneel (Kockengen, 1938) is een Nederlandse theoloog. Hij is emeritus-hoogleraar in de missiologie.

## Levensloop
Jongeneel studeerde rechten, theologie en filosofie. In zijn studententijd zat hij meerdere jaren in het bestuur bij studentenvereniging CSFR. Hij promoveerde in 1971 op een theologisch proefschrift over filosofen uit de Verlichting. Daarna werkte hij tot 1980 als zendingspredikant in Indonesië en was vervolgens twee jaar predikant in Leiden. Vanaf 1982 ging hij aan de slag bij de Rijksuniversiteit Utrecht, waar hij kerkgeschiedenis doceerde, met speciale aandacht voor de zending. In 1986 werd hij benoemd tot hoogleraar missiologie. Zijn bekendste werk is waarschijnlijk het handboek Missiologie dat in 1991 werd gepubliceerd. In 1999 kreeg hij een burn-out, omdat de strijd voor het open houden van het Zendingshuis met het Hendrik Kraemer Instituut in Oegstgeest te inspannend voor hem was. Jongeneel kwam er weer boven op en ging in 2003 ging Jongeneel met pensioen. Daarna begeleidde hij nog een aantal jaren studenten bij hun promotie. In totaal begeleidde Jongeneel 41 promovendi. Dat is veel voor een theoloog, maar geen record. Bij Gerrit Cornelis Berkouwer promoveerden 46 studenten.

## Publicaties
Deze lijst bevat de belangrijkste publicaties van Jongeneel:
- Het redelijke geloof in Jezus Christus: een studie over de wijsbegeerte van de Verlichting (proefschrift). Veenman, 1971)
- Het christendom als wereldzendingsgodsdienst. Boekencentrum. 1986
- Nederlandse faculteiten der godgeleerdheid, theologische hogescholen en de derde wereld: algemene inleiding en overzichten vanaf 1876. Interuniversitair Instituut voor Missiologie en Oecumenica, 1986
- Missiologie; I: Zendingswetenschap. Boekencentrum, 1986
- Missiologie; II: Missionaire theologie. Boekencentrum, 1991
- Missiologie. Boekencentrum, 1991 (Dit boek is een bundeling van Missiologie I en II)
- Pentecost, mission and ecumenism: essays on intercultural theology : Festschrift in honour of Walter J. Hollenweger. Studien zur interkulturellen Geschichte des Christentums, 1992
- Gemeenschapsvorming van Aziatische, Afrikaanse en Midden- en Zuidamerikaanse christenen in Nederland: een geschiedenis in wording. Boekencentrum, 1996 (redactie samen met R. Budiman en J.J. Visser)
- Philosophy, science, and theology of mission in the 19th and 20th centuries: a missiological encyclopedia. Studien zur interkulturellen Geschichte des Christentums, 1997
- Jesus Christ in world history : his presence and representation in cyclical and linear settings. Studien zur interkulturellen Geschichte des Christentums, 2009
- Verbeelden en gelijken : niet-westerse migranten en hun kerken veertig keer in beeld. Boekencentrum, 2010 (redactie samen met Nieke K. Atmadja-Hadinoto en Freek Visser)
- Utrecht University: 375 years mission studies, mission activities, and overseas ministries. Studien zur interkulturellen Geschichte des Christentums, 2012
- Van dorpsjongen tot wereldburger (4 delen). Stichting de Zending der Protestantse Kerk in Nederland, 2014
- Nederlandse zendingsgeschiedenis : ontmoeting van protestantse christenen met andere godsdiensten en geloven (1601-1917). Boekencentrum, 2015
- Nederlandse zendingsgeschiedenis II : ontmoeting van protestantse christenen met andere godsdiensten en geloven (1917-2017). Boekencentrum, 2018
- U aanbidden : Christelijke gebedsleer. KokBoekencentrum, 2024

- Bibliothèque nationale de France: cb128711610 (data)
- Gemeinsame Normdatei: 115579176
- International Standard Name Identifier: 0000 0001 1066 1601
- Library of Congress Control Number: n85125659
- NARCIS: PRS1234572
- Nationale Bibliotheek van Tsjechië: jn19990004086
- Nationale bibliotheek van Australië: 35867531
- Nationale Bibliotheek van Israël: 987007437927805171
- Nederlandse Thesaurus van Auteursnamen: 068413181
- Système universitaire de documentation: 055674410
- Virtual International Authority File: 266562875
- WorldCat: E39PBJmTrKqmYJ6vVYWdtfmw4q